# Muragaki Norimasa

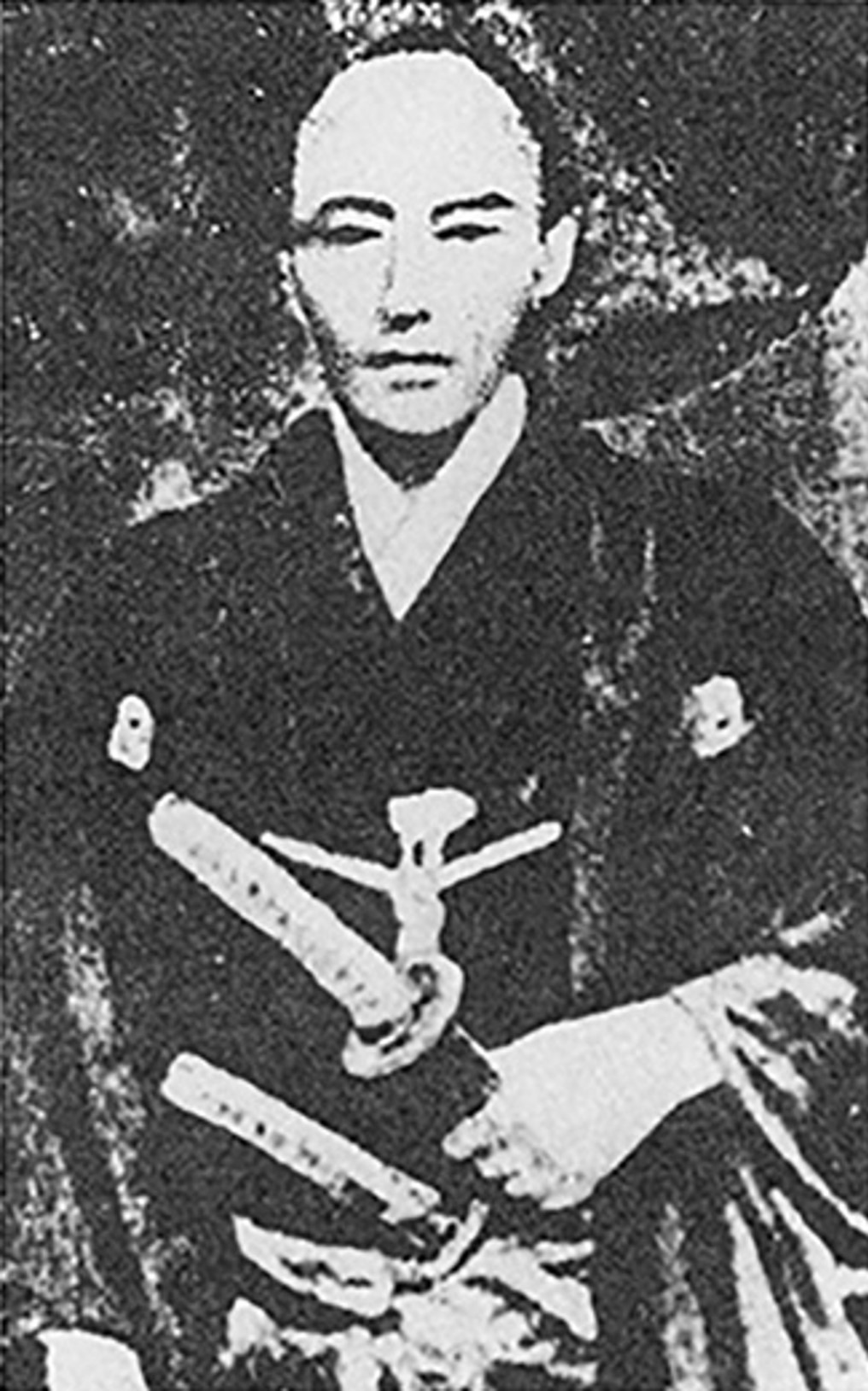
Muragaki Norimasa

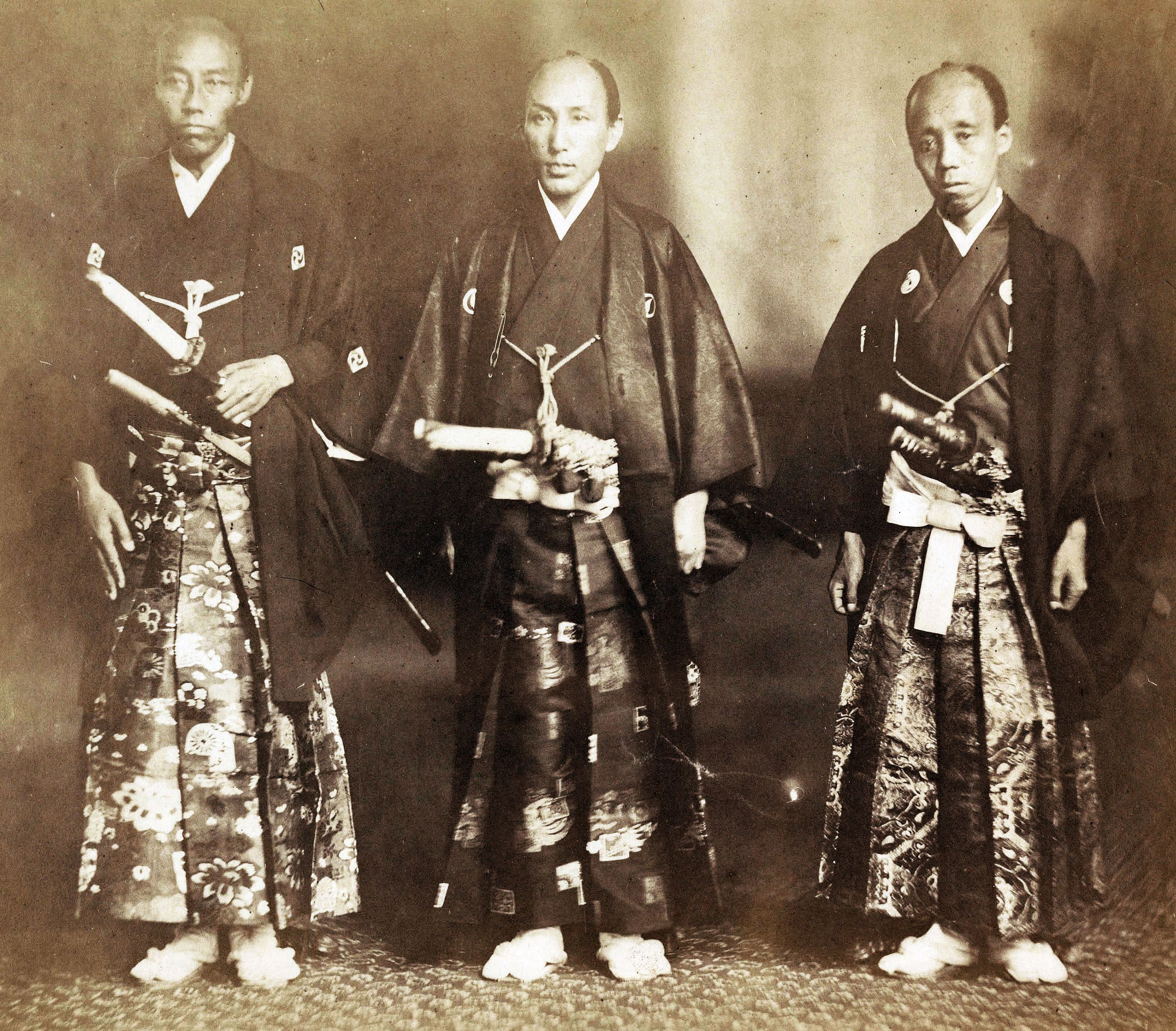
Mitglieder der Mission 1860

Muragaki Norimasa (japanisch 村垣 範正; geboren 17. Oktober 1813 in Edo, Provinz Musashi; gestorben 15. März 1880) war ein japanischer Beamter am Ende der Edo-Zeit. Er spielte eine wichtige Rolle in der Außenpolitik Japans.

## Leben und Wirken
Muragaki Norimasa war der zweite Sohn von Muragaki Noriyuki (村垣 紀之), dem Oberhaupt einer Familie, die Gartenanlagen gestaltete. Aufgrund der Verdienste seines Großvaters Muragaki Sadayuki (村垣 貞行) wurde er 1831 konnte er in dem Fach folgen und wurde Gartenverwalter der 10. Klasse. Danach arbeitete er als leitender Handwerker und leitender Angestellter, wurde 1854 Schatzmeister. Dann wurde er zur Küstenwache abgeordnet und inspizierte Matsumae sowie die nördlichen Gebiete von „Ezo“, wie Hokkaidō damals genannt wurde.
Nach seiner Rückkehr nach Japan im selben Jahr, als Putjatin nach Russland zurückkehrte, diente Muragaki als Empfangschef und verhandelte mit Tsutsui Masanori (筒井 政憲; 1778–1859) und anderen in der Hafenstadt Shimoda. Im selben Jahr wurde er zum Kommissar von Hakodate (函館奉行, Hakodate bugyō) ernannt, erhielt den Titel „Awaji no kami“ (淡路守). Er galt als geschickt in zivilen Angelegenheiten. Im selben Jahr fungierte er gleichzeitig als Richter für Ausländer und verhandelte mit den Vereinigten Staaten über die Eröffnung des Hafens von Kanagawa. Im folgenden Jahr fungierte er auch als Richter der Provinz Sagami (相模国判事) und dann als Rechnungshofrichter (会計検査院判事).
Im Jahr 1860 war Muragaki mit dem Gesandten Shimmi Masaoki (新見 正興; 1822–1869) als stellvertretender Gesandter Mitglied der Japanischen Gesandtschaft in die Vereinigten Staaten, um die Ratifizierungsurkunden für den Freundschafts- und Handelsvertrag zwischen Japan und den USA, den Harris-Vertrag, auszutauschen. Er reiste um die Welt, bevor er nach Hause zurückkehrte.
Als die russische Korvette „Posadnik“ 1861 die Insel Tsushima besetzte, verhandelte Muragaki mit Goschkewitsch, dem russischen Konsul in Hakodate, und forderte deren Abreise. Danach diente Muragaki als Sakuji Bugyo (作事奉行), Nishinomaru Haushüter (西ノ丸留守居, Nishi-no-maru Rusui) und Wakayori (若年寄), also als Mitglied der Regierung des Shogunats.
1868 ging Muragaki  wegen Krankheit in den Ruhestand. In seinen späteren Jahren führte er das „Gō“ „Dansō“ (淡叟).